# معركة لوبيرا
وقعت معركة لوبيرا بين 27 و 29 ديسمبر 1936 أثناء الحرب الأهلية الإسبانية. وقعت هذه المعركة خلال حملة أسيتونا للمتمردين. وفي 27 ديسمبر شن اللواء الدولي الرابع عشر هجومًا لاحتلال بلدة لوبيرا التي يسيطر عليها القوميون، لكن الهجوم فشل بعد يومين وتعرض اللواء لخسائر مروعة.

## البداية
في ديسمبر 1936 بدأ الجنرال كيبو ديانو هجومًا للاستيلاء على منطقة زراعة الزيتون في أندوخار في مقاطعة جيان. فأرسلت حكومة الجمهورية اللواء الدولي الرابع عشر الذي تم تشكيله مؤخرًا إلى جبهة أندوخار، من أجل استعادة بلدة لوبيرا التي احتلها القوميون في 24 ديسمبر.

## المعركة
في 27 ديسمبر شن اللواء الدولي الرابع عشر (3000 رجل) هجومًا لاستعادة بلدة لوبيرا بقيادة الجنرال والتر. واللواء لم يتلق أي تدريب أو اتصالات هاتفية. وفوق ذلك لم يكن لديهم دعم جوي أو مدفعي. وكان لدى الوطنيين في تلك الجبهة طابور القائد ريدوندو مع لواء الصدمة من قوات الريغيتا الأندلسية (2000 رجل) و 2000 جندي مغربي من النظاميين وسلاح الفرسان الإسباني. وقتل معظم جنود اللواء الدولي بنيران المدافع الرشاشة وقذائف الهاون والمدفعية للقوات المتمردة. وبعد 36 ساعة تم إلغاء الهجوم.

## ما بعد الكارثة
خسر اللواء الدولي الرابع عشر 800 رجل (300 قتيل)، من بينهم الشاعرين البريطانيين جون كورنفورد ورالف ونستون فوكس. فقدت السرية الإنجليزية من الكتيبة العاشرة 78 رجلاً من أصل 145. وبعد المعركة أمر أندريه مارتي باحتجاز قائد الكتيبة الفرنسية للواء غاستون ديلاسال. حيث اتهم ديلاسال بعدم الكفاءة والجبن وأنه جاسوس فاشي، وأعدم رمياً بالرصاص.

## وصلات خارجية
- Battle of Lopera